# La Sentence des Walkyries
La Sentence des Walkyries est le deuxième tome de la série de bande dessinée Les Mondes de Thorgal - Kriss de Valnor, dont le scénario a été écrit par Yves Sente et les dessins réalisés par Giulio De Vita. L'album fait partie d'une série parallèle (Les Mondes de Thorgal) qui suit les aventures de personnages marquants de la série.

## Synopsis
Kriss de Valnor finit de raconter son histoire et les walkyries décident qu'elle peut retourner dans le monde des hommes, mais que si elle tue un être vivant, la pointe de la flèche qu'elle a dans la poitrine se retournera et la tuera elle aussi.

## Publications
- Le Lombard, mars 2012,  (ISBN 978-2803628216)